# Amerikanszki Szlovencov glász
Amerikanszki Szlovencov glász (angleško American Windish Voice, slovensko Glas ameriških Slovencev) je bil glasilo prekmurskih izseljencev v Pensilvaniji.
Amerikanszki Szlovencov glász je začel izhajati leta 1921 v South Bethlehemu, nadaljujoč izročilo Szlobodne Rejcsi, ki je izhajala med letoma 1916 do 1920. Izdajateljica Ameriška slovensko-madžarska založniška družba ga je tiskala v prekmurščini z uporabo madžarskega črkopisa. Njegov glavni urednik je bil skoraj ves čas Alex Kardoš (tudi Kardos ali Kardosch). V podnaslovu je označen kot »ameriški list, tiskan v prekmurskem slovenskem jeziku, ki razglaša ameriške ideje in načela svobodoljubnim Prekmurcem«. Glede na nepoučenost in narodnostno odtujenost prekmurskih izseljencev pred 1. svetovno vojno so v časniku po priključitvi Prekmurja k novoustanovljeni državi Kraljevini SHS objavljali tudi madžarofilske in iredentistične prispevke. Novice iz prekmurskih krajev so imele stalno rubriko Ka nouvoga vu sztarom kraji. Nekaj let po koncu 1. svetovne vojne je list začel strpneje objavljati tudi uradne informacije iz Prekmurja in Slovenskega Porabja (Slovenske krajine). Po koncu 2. svetovne vojne v prepričanju, da časopisa v ZDA rojena generacija ne potrebuje, je leta 1954 prenehal izhajati.